# Scaphytopius radiatus
Scaphytopius radiatus är en insektsart som beskrevs av Hepner 1946. Scaphytopius radiatus ingår i släktet Scaphytopius och familjen dvärgstritar. Inga underarter finns listade i Catalogue of Life.